# Меморијални музеј 11. октобар
Меморијални музеј „11. октобар“ (мкд. Меморијален музеј „11. октомври“) налази се у центру града Прилепа. Постав музеја већином је посвећен Народноослободилачкој борби у овом крају.

## Историјат
Зграда у којој се данас налази музеј изграђена је почетком 20. века. За време бугарске окупације (1941–1944) у овој згради налазила се полицијска станица. Дана 11. октобра 1941. године, борци Прилепског партизанског одреда „Гоце Делчев“ извршили су напад на неколико важних зграда у граду, укључујући и полицијску станицу, што је обележило почетак оружаног устанка македонског народа против фашистичке окупације.
Први музеј уређен у овим просторијама носио је име Музеј „НОБ у Прилепу“, а био је отворен 1. маја 1952. године. Поводом 20. годишњице устанка народа Македоније 11. октобра 1961. године отворена је стална музејска поставка. На 30. годишњицу НОБ-а Македоније, дотадашња поставка је проширена и обогаћена новим фотографијама. Почwтком 1980-их извршено је реновирање зграде, што је обезбедило услове за уређење сасвим нове музејске поставке, која је свечано отворена за јавност 10. октобра 1983. године.
Зграда Меморијалног музеја „11. октобар“ проглашена је 2003. године за споменик културе Северне Македоније. Поводом 70. годишњице устанка, зграда је реновирана 2011. године.
У помен на почетак устанка у Македонији, сваке се године у сарадњи АРМ и грађана Прилепа 11. октобра приређује реконструкција напада прилепских партизана на зграду музеја, односно бивше бугарске полицијске станице.